# Heterotaxis microiridifolia
Heterotaxis microiridifolia är en orkidéart som först beskrevs av David Edward Bennett och Eric Alston Christenson, och fick sitt nu gällande namn av Isidro Ojeda och Germán Carnevali. Heterotaxis microiridifolia ingår i släktet Heterotaxis och familjen orkidéer.
Artens utbredningsområde är Peru. Inga underarter finns listade i Catalogue of Life.